# Патрушев Микола Платонович
Микола Платонович Патрушев (рос. Николай Платонович Патрушев; нар. 11 липня 1951, Ленінград, Російська РФСР) — російський державний діяч, керівний працівник органів держбезпеки. З 14 травня 2024 року помічник Путіна
. 
Секретар Ради Безпеки Російської Федерації з 12 травня 2008 року до 12 травня 2024 року. Генерал армії (2001). Герой Російської Федерації (2001). Директор Федеральної служби безпеки Російської Федерації у 1999–2008 роках. Змінив на цій посаді Путіна і перебував на посаді протягом двох президентських термінів. Очолював ФСБ Росії майже 9 років, тобто довше, ніж будь-який керівник КДБ — ФСБ з часів Ю. В. Андропова, який очолював КДБ СРСР протягом 15 років. Пішов у відставку після інавгурації президента Д. А. Медведєва. У 2004–2009 роках — президент Всеросійської федерації волейболу.

## Життєпис
Народився 11 липня 1951 року, у місті Ленінград (сучасний Санкт-Петербург) в сім'ї військового моряка. Батько — Платон Гнатович Патрушев (1918—1995) службовець у ВМФ з 1938 року. Член ВКП (б) з листопада 1939 року. Учасник Другої світової війни, член екіпажу есмінця «Грозящий» Балтійського флоту, згодом обіймав посаду заступника командира есмінця «Деятельний» з політичного виховання. Нагороджений медалями «За оборону Ленінграда». Мати, Антоніна Миколаївна, за освітою хімік, була медсестрою в радянсько-фінську війну. Після війни працювала в будівельній організації.

### Освіта
Навчався в середній школі № 211 в одному класі з головою Вищої ради партії «Єдина Росія» Борисом Гризловим. У 1974 році закінчив приладобудівний факультет Ленінградського кораблебудівного інституту, після чого працював інженером в інститутському конструкторському бюро. У 1974—1975 роках — слухач вищих курсів КДБ при РМ СРСР в Мінську.

### Кар'єра в КДБ-ФСБ

Країни, в яких Микола Патрушев потрапив під санкції

З 1975 року — в контррозвідувальному підрозділі управління КДБ СРСР по Ленінградській області: молодший оперуповноважений, начальник міськвідділу, заступник начальника райвідділу, начальник служби по боротьбі з контрабандою та корупцією. Закінчив річні курси підвищення кваліфікації при Вищій школі КДБ СРСР.
Був начальником управління КДБ Російської Федерації по Карелії у ранзі полковника.
Згідно колишньому аналітику КДБ, пізніше американському консультанту з безпеки Юрію Швецю, під час своєї служби у ленінградському управлінні КДБ, Микола Патрушев був фахівцем з організації полювання та риболовлі для керівництва. Такий «єгер» був практично в кожному управлінні КДБ, вивозив начальство на природу, та «накривав поляну», тим самим чим займався майор Путін на посаді завклубу офіційного представництва КДБ в НДР в місті Дрезден.
Директор ФСБ (1999–2008). Змінив на цій посаді В. В. Путіна і знаходився на посаді протягом його двох президентських термінів. Очолював ФСБ понад 8 років, тобто довше, ніж який би то не був керівник КДБ — ФСБ з часів Ю. В. Андропова, який очолював КДБ протягом 15 років. Пішов у відставку після інавгурації Президента Д. А. Медведєва, його змінив А. В. Бортніков.

## Причетність до резонансних справ
В ході тривалого судового розслідування вбивства колишнього офіцера ФСБ Олександра Литвиненка в 2006 році, вищим судом Лондона в січні 2016 оприлюднено висновок про причетність до нього президента РФ Володимира Путіна та секретаря Ради безпеки РФ, тодішнього голови ФСБ Миколи Патрушева.
На початку 2018 фігурував у ЗМІ як причетний до контрабанди кокаїну з посольства Росії в Аргентині.
6 квітня 2018 року включений до списку санкцій США серед 17 урядовців та 7 бізнесменів з Росії.
За даними програми журналістських розслідувань «Схеми» (Радіо Свобода), 7 січня 2020 року прибув до Оману для ймовірної зустрічі з президентом України Володимиром Зеленським.
Російський політолог Андрій Піонтковський вважає очевидною причетність Патрушева до вибухів житлових будинків у Росії як інструменту приходу Путіна до влади в Росії, а також висловлює припущення про ймовірність планування ним подібних диверсій на території Криму в разі планування повномасштабного вторгнення Російських військ в Україну.

## Погляди
Активно підтримує агресивну імперську політику Росії і є справжнім патріотом клану Путіна та його кадебістських традицій. Вважає спецоргани, такі як ЧК, КГБ «…свого роду, нашим новим дворянством».
Дотримується імперського міфу про те, що нібито єдиною метою США є позбавити Росію її природних багатств, оскільки США «воліли б, щоб Росії не існувало взагалі».
Стосовно України, він вважає Революцію гідності заколотом, військовим путчем, організованим і проведеним за американські гроші: «…Якби не цей переворот, нічого було б не сталося в Криму і на східній Україні». В той же час, американці «…не дбали, що там станеться на Україні, їм треба було вчинити тиск на Росію, що вони й роблять… На відміну від ІДІЛ, яка є терористичною організацією, в Донецькій і Луганській області нема терористичних груп. Це громадянський конфлікт…у відповідь на акти звірства, які там чиняться [українцями]. Але ми не можемо закрити кордон і влаштувати блокаду. Ми вже зробили все, що було необхідно… Ми не розуміємо, чому Україна така вперта. Нічого поганого з ними не станеться, якщо вони запровадять цей договір (Мінськ-2). Але вони не хочуть сісти за стіл переговорів і домовитися з представниками донецьких і луганських збройних угруповань. Це ключове питання».

## Державні нагороди
- Герой Російської Федерації (присвоєно закритим Указом Президента РФ від 15 березня 2000 року (за іншими даними від 14 січня 2002 року).
- Орден «За заслуги перед Вітчизною» I ступеня (2006).
- Орден «За заслуги перед Вітчизною» II ступеня.
- Орден «За заслуги перед Вітчизною» III ступеня.
- Орден «За заслуги перед Вітчизною» IV ступеня
- Орден Мужності.
- Орден «За військові заслуги».
- Орден «За морські заслуги» (2002)
- Орден Пошани (2011)
- Медалі РФ, в тому числі Медаль Ушакова.
- Лауреат Державної премії Російської Федерації імені Маршала Радянського Союзу Г. К. Жукова в галузі військової науки (2009).
- Орден Богдана Хмельницького III ст. (Україна, 23 травня 2001) — за вагомий внесок у розвиток співробітництва між Федеральною службою безпеки Російської Федерації та Службою безпеки України у боротьбі з міжнародним тероризмом, організованою злочинністю та наркобізнесом.[16] 9 червня 2022 року рішенням РНБО «Про застосування персональних спеціальних економічних та інших обмежувальних заходів (санкцій)» безстроково позбавлений державних нагород України, інших форм відзначення.[17]

## Виноски
1. ↑  Марина Ліснічук (14 травня 2024). Патрушев і Дюмін стали помічниками Путіна: які кадрові ротації влаштували в Кремлі й що відомо про призначення. Обозреватель. Архів оригіналу за 16 серпня 2024. Процитовано 14 травня 2024.
2. ↑  Патрушев Николай Платонович. warheroes.ru. Архів оригіналу за 24 серпня 2021. Процитовано 24 серпня 2021.
3. ↑  Антикомпромат. Патрушев. web.archive.org. 4 грудня 2018. Архів оригіналу за 4 грудня 2018. Процитовано 24 серпня 2021.
4. ↑  Патрушев Николай Платонович, Биография. ladno.ru. Архів оригіналу за 1 жовтня 2016. Процитовано 24 серпня 2021.
5. ↑  Колода Российской Федерации. www.kommersant.ru (рос.). 1 грудня 2003. Архів оригіналу за 24 серпня 2021. Процитовано 24 серпня 2021.
6. ↑  ГОРДОН.ua: Сокурсник Путина, экс-разведчик КГБ: Вы серьезно думаете, что Путин, делающий подтяжку лица, развяжет ядерную войну? У него от страха ботокс потечет [Архівовано 2017-09-02 у Wayback Machine.], 28.04.2015
7. ↑  Доповідь про вбивство Литвиненка: ймовірно, його замовив Путін.//Українська правда, 21 січня 2016. Архів оригіналу за 16 серпня 2024. Процитовано 27 травня 2017.
8. ↑  Грузите кокаин чемоданами: откуда в посольстве России взялись наркотики [Архівовано 2018-03-02 у Wayback Machine.] (рос.)
9. ↑  США расширили санкционный список в отношении России. РИА Новости (рос.). 6 квітня 2018. Архів оригіналу за 6 квітня 2018. Процитовано 6 квітня 2018.
10. ↑  «Оманлива відпустка». В Оман прилітав секретар Ради безпеки Росії, коли там був Зеленський (розслідування). Радіо Свобода (укр.). Архів оригіналу за 17 червня 2021. Процитовано 14 лютого 2020.
11. ↑  В ефірі телеканалу Еспресо Андрій Піонтковський політолог (Вашингтон): Лавров вскрився. Патрушев планував вибухи у Севастополі//Студія Захід з Антоном Борковським. Еспресо, 1 травня 2021. Архів оригіналу за 1 травня 2021. Процитовано 1 травня 2021.
12. ↑  Архівована копія. Архів оригіналу за 21 березня 2018. Процитовано 21 травня 2017.{{cite web}}:  Обслуговування CS1: Сторінки з текстом «archived copy» як значення параметру title (посилання)
13. ↑  Russia's New Nobility — The Rise of the Security Services in Putin's Kremlin, Andrei Soldatov and Irina Borogan (of Agentura.ru), Foreign Affairs, September/October 2010 and in the authors' The New Nobility — The Restoration of Russia's Security State and the Enduring Legacy of the KGB, Public Affairs, New York, September 2010 [Архівовано 2024-08-16 у Wayback Machine.].Retrieved: 8 March 2013
14. ↑  Patrushev, Nikolai; Kommersant, Elena Chernenko for. Terrorism, Ukraine and the American threat: the view from Russia. the Guardian. Архів оригіналу за 1 березня 2020. Процитовано 17 липня 2015.
15. ↑  Terrorism, Ukraine and the American threat: the view from Russia. The Guardian, July 15, 2015. Архів оригіналу за 1 березня 2020. Процитовано 23 травня 2017.
16. ↑  Указ Президента України від 23 травня 2001 року № 338/2001 «Про нагородження орденом Богдана Хмельницького»
17. ↑  Указ Президента України від 9 червня 2022 року № 400/2022 «Про рішення Ради національної безпеки і оборони України від 9 червня 2022 року «Про застосування персональних спеціальних економічних та інших обмежувальних заходів (санкцій)»»